# Nidjat Mamedov

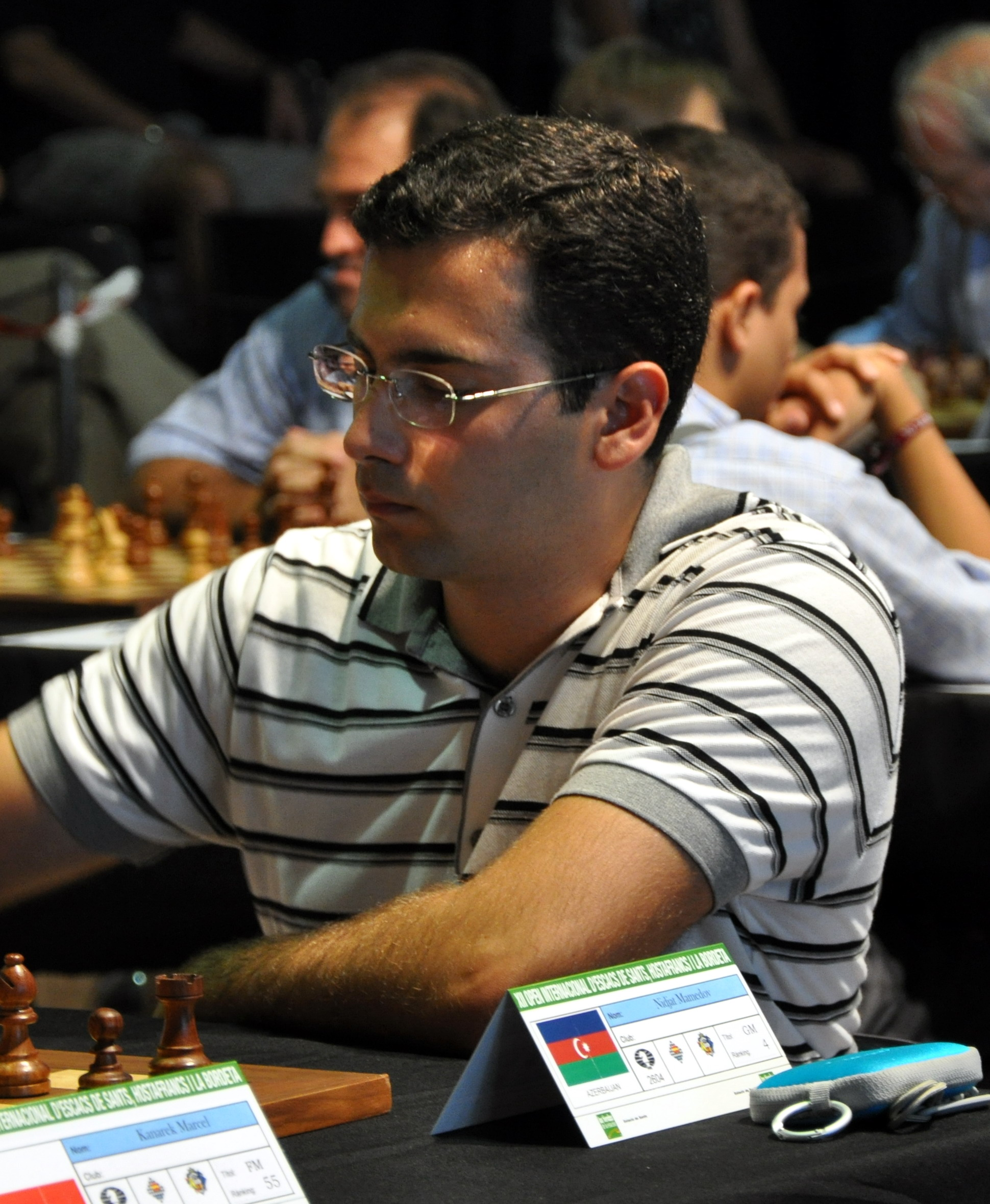
Nidjat Mamedov (2010)

Nidjat Mamedov (Azerbeidzjaans: Nicat Məmmədov) (Nachitsjevan, 2 april 1985) is een Azerbeidzjaanse schaker, met een FIDE-rating 2597 in 2017; hij is sinds 2006 grootmeester en was in 2011 kampioen van Azerbeidzjan.
Hij won in 1999 het Europees jeugdkampioenschap schaken in de categorie onder 14 jaar. In 2007 werd Mamedov in het 11e open schaakkampioenschap van Beieren, in Bad Wiessee, gedeeld eerste met Mircea Parligras; vervolgens won hij via de tiebreak. Hij werd gedeeld eerste met Vadym Malachatko en Valeri Neverov in het Hastings International Chess Congress van 2007/08. In 2008 werd hij gedeeld 4e-8e met Tamaz Gelashvili, Anton Filippov, Constantin Lupulescu en Aleksandr Zoebarev in het open Romgaz toernooi in Boekarest. In 2010 werd hij in Bakoe, tweede op het individuele schaakkampioenschap van Azerbeidzjan.
In juni 2013 won Mamedov het Teplice Open toernooi in Tsjechië.
Hij speelde voor Azerbeidzjan in de Schaakolympiade van 2000 in Istanboel, Turkije. Hij deed dat ook bij het Wereldkampioenschap schaken voor landenteams van 2010 en 2013.

## Externe koppelingen
- (en)   Informatie over schaakpartijen van Nidjat Mamedov op ChessGames.com
- (en)   Informatie over schaakpartijen van Nidjat Mamedov op 365chess.com
- (en)  FIDE-ratinggegevens voor Nidjat Mamedov